# Victor Riqueti de Mirabeau
Victor Riqueti, marquês de Mirabeau (Pertuis, Vaucluse, 5 de outubro de 1715 - Argenteuil, 13 de julho de 1789) foi um economista francês da escola fisiocrática. Ele era o pai de Honoré, Conde de Mirabeau e André Boniface Louis Riqueti de Mirabeau. Ele era, em distinção, frequentemente referido como o Mirabeau mais velho, pois tinha um irmão mais novo, Jean-Antoine Riqueti de Mirabeau (1717-1794).

## Biografia
Mirabeau foi educado com muita severidade por seu pai e, em 1728, alistou-se no exército. Ele começou a fazer campanha com entusiasmo, mas nunca subiu acima da patente de capitão, por ser incapaz de obter licença na corte para comprar um regimento. Em 1737 ele veio para a propriedade da família com a morte de seu pai, e passou alguns anos agradáveis até 1743 em companhia literária com Luc de Clapiers, o marquês de Vauvenargues e o poeta Jean-Jacques Lefranc de Pompignan, que poderia ter continuado se ele não tivesse decidido se casar não por dinheiro, mas por propriedades fundiárias. A senhora cuja propriedade ele gostava era Marie-Geneviève, filha de um M. de Vassan, um brigadeiro do exército, e viúva do marquês de Saulveboef, com quem ele se casou sem tê-la visto antes em 21 de abril de 1743. No mesmo ano, Mirabeau foi nomeado Cavaleiro da Ordem Real e Militar de St. Louis.
O evento que levou Mirabeau para dedicar-se à economia política foi, sem dúvida, seu trabalho em um manuscrito Essai sur la nature du commerce en général de Richard Cantillon, que ele tinha em sua posse tão cedo quanto 1740. Ele elaborou um comentário desse texto que gradualmente se tornou o que se tornou seu Ami des hommes.
Enquanto na guarnição em Bordéus, Mirabeau conheceu Montesquieu (1689 a 1755), e depois de se aposentar do exército, ele escreveu sua primeira obra, seu Testament Politique (1747), que exigia para a prosperidade da França o retorno de a nobreza francesa à sua antiga posição na Idade Média. em 1749, nasceu seu filho Honoré Gabriel. Este trabalho foi seguido em 1750 por um livro sobre o Utilité des états provinciaux, que foi atribuído ao próprio Montesquieu. Em 1756, Mirabeau fez sua primeira aparição como economista político com a publicação de seu L'Ami des hommes ou Traité de la population ("O amigo do Homem, ou tratado sobre a população"). Esta obra foi muitas vezes atribuída à influência, e em parte até à pena, de Quesnay, o fundador da escola econômica dos fisiocratas, mas foi realmente escrita antes de o marquês ter conhecido o médico de Madame de Pompadour.
Em 1760 ele publicou sua Théorie de l'impot, na qual atacou com toda a veemência de seu filho o fazendeiro-general dos impostos, que o fez preso por oito dias em Vincennes, e depois exilado em sua propriedade rural em Bignon perto Nemours. Em Bignon, a escola dos fisiocratas foi realmente estabelecida, e o marquês em 1765 comprou o Journal de l'agriculture, du commerce, et des finances, que se tornou o órgão da escola. Foi reconhecido como líder de pensadores políticos pelo príncipe Leopoldo da Toscana, posteriormente imperador, e por Gustavo III da Suécia.
Mas seu casamento não fora feliz; ele se separou de sua esposa em 1762 e, segundo ele, em 1772 ela apareceu repentinamente em Paris e deu início ao processo de separação. Uma de suas próprias filhas encorajou a esposa a dar esse passo. Ele estava decidido a manter o caso em segredo, se possível, por causa de Mme de Pailly, uma senhora suíça que ele amava desde 1756. Esse julgamento abalou a saúde do marquês, assim como sua fortuna; ele vendeu sua propriedade em Bignon e alugou uma casa em Argenteuil, onde viveu tranquilamente até sua morte.
O irmão mais novo do marquês, Jean Antoine Riquetti, o bailli (m. 1794), serviu com distinção na marinha, mas suas maneiras bruscas tornavam o sucesso na corte impossível. Em 1763 tornou-se general das galeras de Malta. Em 1767 ele retornou à França e assumiu o comando do castelo de Mirabeau, ajudando o marquês em seus processos judiciais desastrosos.

## Trabalhos

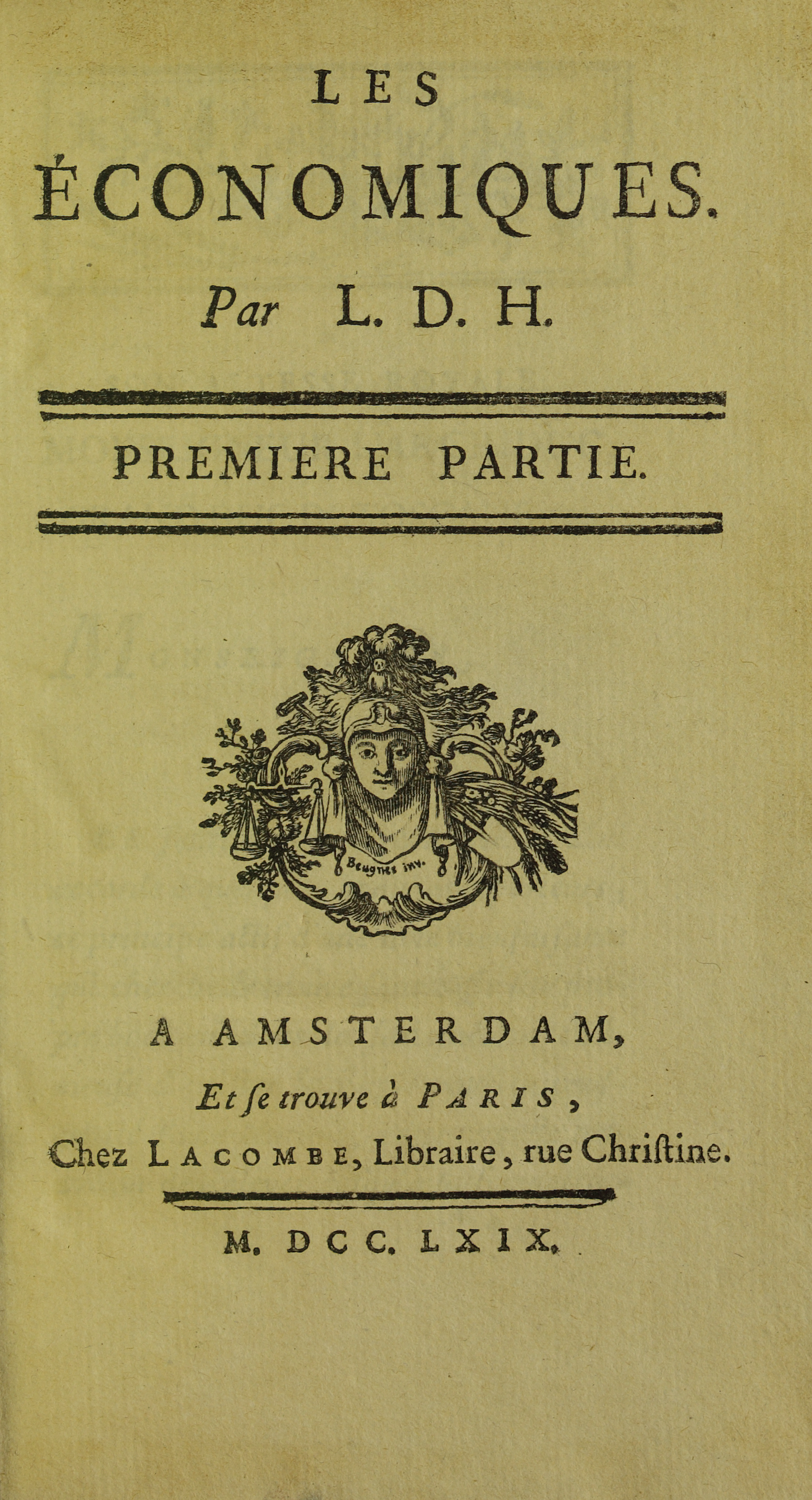
Economiques, 1769

- L'ami des hommes : ou, Traité de la population (1759)
  - Volume 1: online
  - Volume 2: online
  - Volume 4: online (1762)
  - Volume 5: online
  - Volume 7: online (1762)
- Théorie de l’impôt (1761), online
- Les économiques
- Philosophie rurale (ou, Économie générale et politique de l'agriculture, reduite à l'ordre immuable des loix physiques & morales, qui assurent la prospérité des empires) (1763)
  - Volume 1 (Volltext online)
  - Volume 2 (Volltext online)
  - Volume 3: (Volltext online)
- La science ou Les droits et les devoirs de l’homme (1774)[4]

## Literatura
- Georges Weulersse (1874-1950): Les manuscrits économiques de François Quesnay et du Marquis de Mirabeau aux archives nationales, inventaire, extraits et notes (1910), online
- Thérence Carvalho: « "L’ami des hommes et le prince pasteur". Le rôle du marquis de Mirabeau dans la diffusion et l’application des théories physiocratiques en Toscane », Annales historiques de la Révolution française, nº 394, 4/2018, p. 3-24.
- René de La Croix de Castries: Mirabeau ou l’échec d’un destin, Paris, Fayard, 1960.
- Louis de Loménie: Les Mirabeau : nouvelles études sur la Société française au xviiie siècle, Paris, Dentu, 1879-1891, 2 vol.
- Anthony Mergey: « La question des municipalités dans l’Introduction au Mémoire sur les États provinciaux du marquis de Mirabeau (1758) », Revue de la recherche juridique - Droit prospectif, 2, 4, 2006, p. 2523-2548 (ISSN 0249-8731))
- Henri Ripert: Le Marquis de Mirabeau, ses théories politiques et économiques, Paris, A. Rousseau, 1901.
- Albert Soboul: (avant propos d’), Les Mirabeau et leur temps, Société des études, Centre aixois d’études et de recherches sur le xviiie siècle, 1968.